# Nagasena
Nāgasena foi um sábio budista que viveu por volta de 150 a.C.. As suas respostas a perguntas feitas por Menandro I (em pali: Milinda) estão registradas no Milinda Panha.

## Etimologia do nome
De origem sânscrita, Nāga significa cobra, serpente ou dragão, e pode referir-se também a híbridos cobra-humanos, uma súper-raça antiga que foram os fundadores mitológicos de muitos países asiáticos; Sena significa exército.
Então, o nome pode ser traduzido como "Exército de Nāga", significando uma presença supernatural muito poderosa.

## Milinda Panha
Existe um consenso quase universal de que esse texto foi expandido por muitos outros autores. A versão atual é muito longa, e tem sinais de autoria inconsistente nos volumes mais recentes. Não existe um ponto definido em que a autoria de Nagasena termina (e a obra de outros começa), nem isso foi percebido como uma distinção inerentemente importante pelos estudiosos de religião.
O texto menciona que Nagasena aprendeu o Tripitaka pelo monge budista grego Dharmarakkhita próximo a Pātaliputta. Ele também alcançou o esclarecimento e tornou-se um Arhat sob a sua orientação.
Outras personalidades mencionadas no texto são: o pai de Nagāsena Soñuttara, os seus professores Rohaa, Assagutta de Vattaniya e outro professor chamado Āyupāla, de Sankheya, próximo a Sāgala.

## Tradição tailandesa
Existe uma tradição em que Nagasena trouxe à Tailândia a primeira representação do Buda, o Buda de Esmeralda. Segundo essa lenda, o Buda de Esmeralda teria sido criado na Índia em 43 a.C. por Nagasena na cidade de Pataliputra (atualmente Patna).
Nagasena não é conhecido através de outras fontes que o Milinda Panha e essa lenda.

## Representações
Nagasena é um dos 18 Lohans ou Arhats, semelhantes aos Apóstolos no Cristianismo. As estátuas mostram um monge idoso e calvo, raspando o seu ouvido com uma vareta, para simbolizar a purificação do sentido de audição. Um devoto do Budismo deve evitar ouvir fofocas e outras besteiras para que esteja sempre preparado para ouvir a verdade.